# Patricia Adriani
María Asunción García Moreno, coneguda artísticament com a Patricia Adriani (Madrid, 2 de juny de 1958), és una actriu espanyola.

## Biografia
El seu debut en la pantalla gran té lloc en 1977, època d'auge comercial del cinema eròtic i de destape, del qual és rostre habitual en els començaments de la seva carrera, passant després a intervenir en projectes més elaborats i pròxims al cinema d'autor com Dedicatoria, de Jaime Chávarri; Sus años dorados, d'Emilio Martínez Lázaro o El Nido, de Jaime de Armiñán.
El 1984 apareix a Las bicicletas son para el verano, novament a les ordres de Jaime Chávarri i a Últimas tardes con Teresa, de Gonzalo Herralde, a més d'encarnar a la princesa d'Éboli en la producció televisiva Teresa de Jesús, protagonitzada per Concha Velasco. Lulú de noche i Guarapo són també treballs d'aquesta època.
Amb posterioritat va disminuint la seva activitat professional, destacant les seves interpretacions en les sèries de televisió Calle nueva (1997-1998), La virtud del asesino (1998) i Nada es para siempre (1999-2000) i en teatre (Retorno al hogar (1994), de Harold Pinter).

## Premis
- 25a edició dels Premis Sant Jordi de Cinematografia a la millor interpretació en pel·lícula espanyola per Dedicatoria, Sus años dorados i El Nido (1980).[3]